# QR Гидры
QR Гидры (лат. QR Hydrae), HD 94853 — двойная затменная переменная звезда (E) или затменная переменная звезда типа Алголя (EA) в созвездии Гидры на расстоянии приблизительно 304 световых лет (около 93,1 парсек) от Солнца. Звёздная величина диапазона Hp звезды — от +8,69m до +8,51m. Орбитальный период — около 5,0059 суток. Возраст звезды определён как около 7,4 млрд лет.
Открыта группой астрономов проекта Hipparcos в 1997 году*.

## Характеристики
Первый компонент — жёлтый карлик спектрального класса G1V, или G5. Масса — около 1,1002 солнечной, радиус — около 1,2844 солнечного, светимость — около 1,83 солнечной. Эффективная температура — около 5840 K.
Второй компонент — жёлтый карлик спектрального класса G2V. Масса — около 1,0673 солнечной, радиус — около 1,2028 солнечного, светимость — около 1,52 солнечной. Эффективная температура — около 5760 K.

## Планетная система
В 2019 году учёными, анализирующими данные проектов Hipparcos и Gaia, у звезды обнаружена планета HIP 53487 b.